# 13ns Premis AVN
La cerimònia dels 13ns Premis AVN, organitzada per Adult Video News (AVN) va homenatjar les millors pel·lícules pornogràfiques de 1995 i va tenir lloc el 7 de gener de 1996 a l'Aladdin Theatre for the Performing Arts a Paradise (Nevada), a partir de les 20:15 pm PST / 11:15 p.m. EST. Durant la cerimònia, AVN va presentar els Premis AVN en 97 categories. La cerimònia, gravada per la seva emissió als Estats Units per Spice Networks, va ser produïda i dirigida per Gary Miller i Mark Stone. L'humorista Bobby Slayton va acollir l'espectacle per primera vegada, juntament amb l'actriu co-presentadores Jenna Jameson i Julia Ann. Al Saló de la Fama van ser homenatjats en una gala celebrada un mes abans.
Latex va guanyar més estatuetes, amb 11. Altres guanyadors van incloure Blue Movie amb quatre premis i el vídeo gai The Renegade amb tres.

## Guanyadors i nominats
Els guanyadors es van anunciar durant la cerimònia de lliurament de premis el 7 de gener de 1996. Latex va guanyar 11 de les 14 categories en què va ser nominat. Rocco Siffredi es va convertir en el primer guanyador en dues ocasions del premi a l'Intèrpret Masculí de l'Any. Jenna Jameson va ser la primera guanyadora del premi a la millor estrella nova que també es va endur un premi a la millor actriu. Mike Horner va guanyar el seu quart premi al millor actor de pel·lícula.

### Premis principals

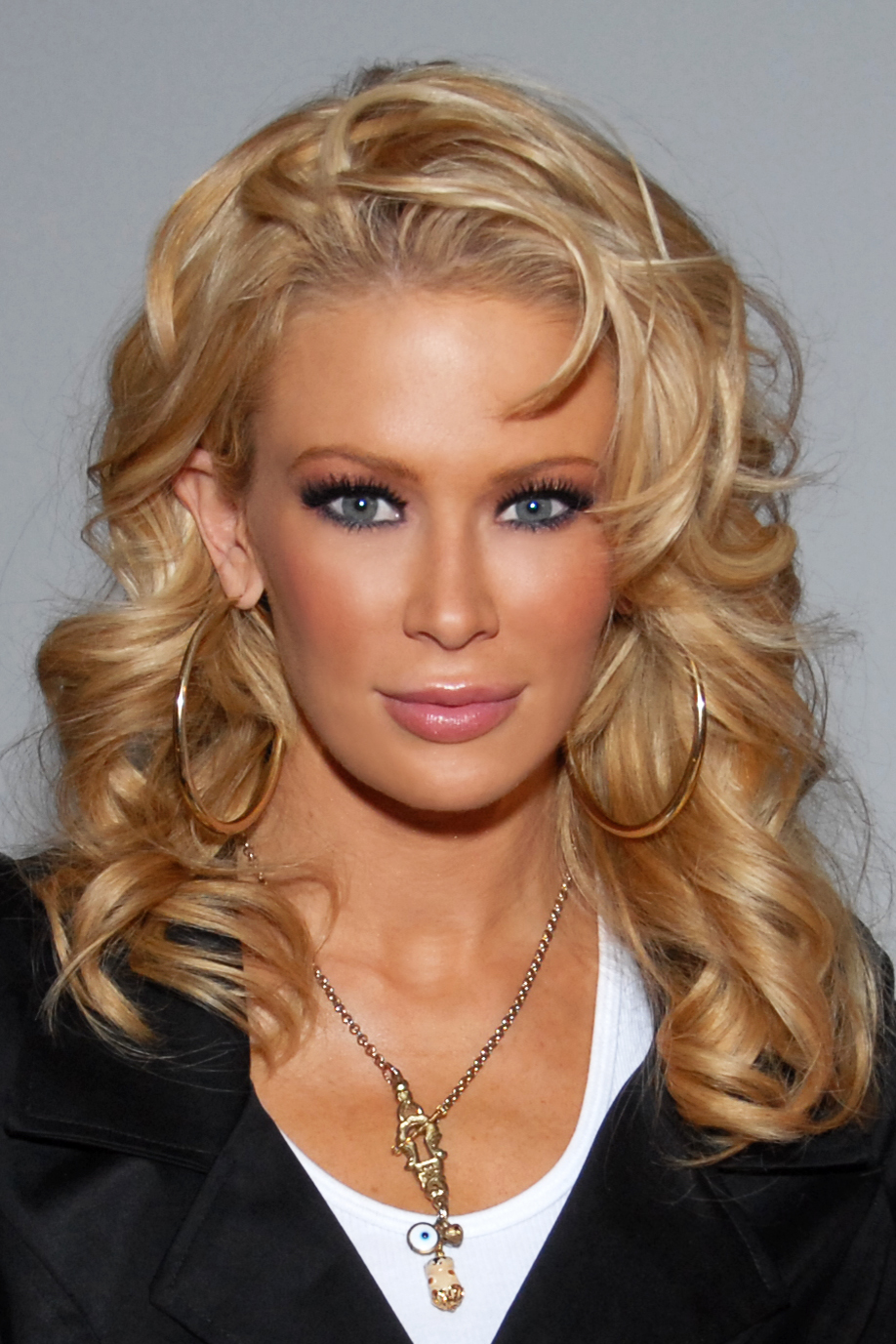
Jenna Jameson, millor nova estrella

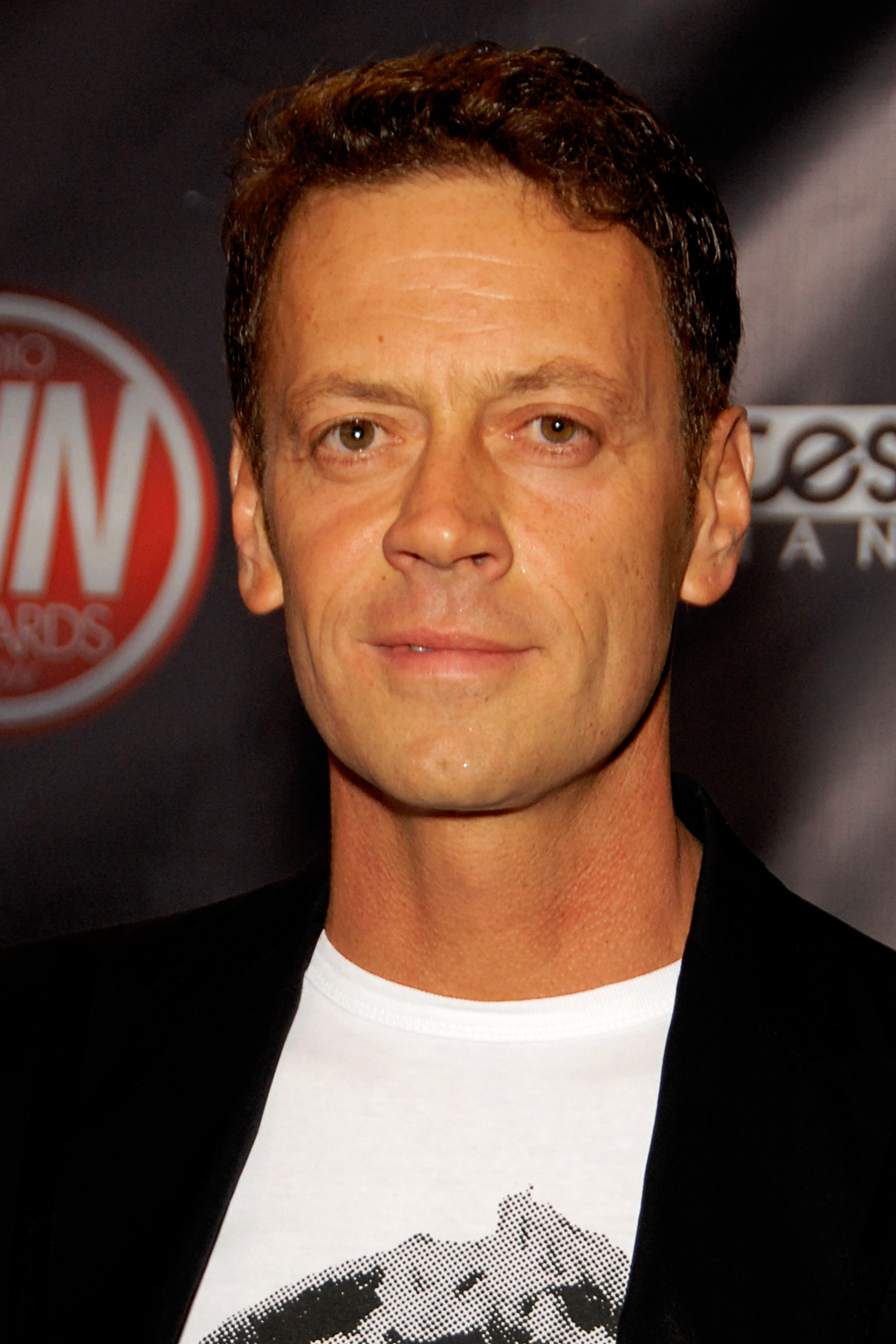
Rocco Siffredi, guanyador del Intèrpret Masculí de l'Any

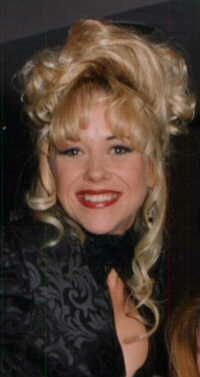
Kaitlyn Ashley, guanyadora del Intèrpret femenina de l'any

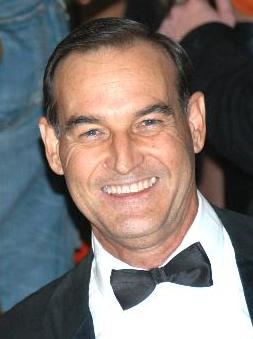
Mike Horner, guanyador del premi al Millor Actor—Pel·lícula

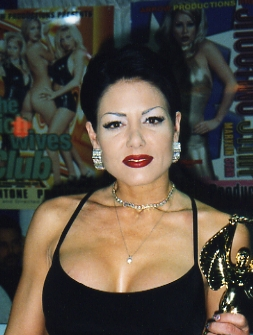
Jeanna Fine, millor actriu—pel·lícula

Els guanyadors s'enumeren en primer lloc, es destaquen en negreta i s'indiquen amb una doble daga ().
| Millor pel·lícula | Millor pel·lícula rodada en vídeo |
| --- | --- |
| - Blue Movie - Borderline - Cinesex 1 & 2 - A Clockwork Orgy - Comeback - Exstasy - The Girl With the Heart-Shaped Tattoo - Heartbeat - Lessons in Love - Marquis de Sade - The Passion - Russian Roulette - Sex 2 - Skin Hunger | - Latex - Compulsive Behaviour - Devil in Miss Jones 5 - Every Woman Has a Fantasy 3 - Gigolo 1 & 2 - Lingerie - New Wave Hookers 4 - The Razor's Edge - The Tower 1, 2 & 3 |
| Millor nova estrella | |
| - Jenna Jameson - - Davia Ardell - Juli Ashton - J. R. Carrington - Sid Deuce - Melissa Hill - Jill Kelly - Rachel Love - Lovette - Marilyn Star - Nici Sterling - Jenteal | |
| Intèrpret Masculí de l'Any | Intèrpret Femenina de l'Any |
| - Rocco Siffredi - T. T. Boy - Jon Dough - Steve Hatcher - Steven St. Croix - Alex Sanders - Tony Tedeschi | - Kaitlyn Ashley - Tammi Ann - Juli Ashton - Celeste - Careena Collins - Jeanna Fine - Tera Heart - Melissa Hill - Jenna Jameson - Lana Sands - Nici Sterling |
| Millor Actor—Pel·lícula | Millor Actriu—Pel·lícula |
| - Mike Horner, Lessons in Love - Jon Dough, Heartbeat - Jonathan Morgan, On Her Back - Steven St. Croix, Cinesex - Steven St. Croix, Blue Movie - Tony Tedeschi, Skin Hunger - Randy West, Companion: Aroused 2 | - Jeanna Fine, Skin Hunger - Christy Canyon, Comeback - Celeste, Borderline - Jeanna Fine, Blue Movie - Melissa Hill, Girl with the Heart-Shaped Tattoo - Kylie Ireland, The Passion - Dyanna Lauren, Night Play - Leena, Cinesex 1 & 2 - Tiffany Million, Silk Stockings - Tiffany Million, Exstasy |
| Millor Actor—Vídeo | Millor Actriu secundària—Vídeo |
| - Jon Dough, Latex - Mike Horner, Butt Detective - Jonathan Morgan, Risque Burlesque - Alex Sanders, Strip Poker - Joey Silvera, Fresh Meat - Steven St. Croix, The Romeo Syndrome - Steven St. Croix, Generally Horny Hospital - Tony Tedeschi, Anal Intruder 9: The Butt from Another Planet - Marc Wallice, Candy Factory | - Ariana, Desert Moon - Lisa Ann, Skin Hunger - Asia Carrera, Comeback - Nina Hartley, Night Play - Jenna Jameson, Blue Movie - Tiffany Million, Sex 2 - Tina Tyler, Forever Young |
| Millor actor secundari—Pel·lícula | Millor actriu secundària—vídeo |
| - Alex Sanders, Dear Diary - Ron Jeremy, Fresh Meat - Jonathan Morgan, Sex Lives of Clowns - Joey Silvera, Sorority Stewardesses - Tony Tedeschi, Renegades - Tony Tedeschi, Risque Burlesque - Marc Wallice, Sloppy Seconds | - Jeanna Fine, Dear Diary - Ariana, Black Flava - Celeste, Bad Girls 6 - Melissa Hill, Arrowhead - Jordan Lee, The Artist - Ona Zee, Razor's Edge |
| Millor Director—Pel·lícula | Millor Director—Vídeo |
| - Michael Zen, Blue Movie - Nic Cramer, A Clockwork Orgy - Toni English, Girl With the Heart-Shaped Tattoo - Jean-Pierre Ferrand, Russian Roulette - Robert McCallum, Exstasy - Michael Ninn, Sex 2 - Phil M. Noir, The Passion - O, Lessons in Love - Mitch Spinelli, Heartbeat - Paul Thomas, Borderline - Paul Thomas, Comeback - Michael Zen, Cinesex 1 & 2 | - Michael Ninn, Latex - Stuart Canterbury, Natural Born Thrillers - Gregory Dark, Devil in Miss Jones 5 - Teri Diver and Tom Elliot, Compulsive Behaviour - Edwin Durrell, Every Woman Has a Fantasy 3 - Jim Enright, Risque Burlesque - Jim Holliday, Sorority Stewardesses - John Leslie, Fresh Meat - Mark Stone, Sex Trek 4 & 5 - Mondo Tundra, The Butt Detective - Pierre Woodman, Gigolo 1 & 2 - Ona Zee and Frank Zee, Razor's Edge |
| Millor comèdia sexual | Millor vídeo All-Sex |
| - Risque Burlesque - The Butt Detective - Generally Horny Hospital - On Her Back - Pubic Access - Sex Trek IV & V - Sorority Stewardesses - Spirit Guide - The XXX Files: Lust in Space | - Bottom Dweller 33 1/3 - Buttman's European Vacation - The Coming of Nikita - Dirty Tricks - Fazano's Student Bodies - Kink - Pussyman 8: The Squirt Queens - Rocco Goes to Prague - Sluts ’n Angels in Budapest - Stretchin’ the Rear - Sodomania 12 - Takin’ it to the Limit 6 |
| Cinta més venuda de l'any | Millor cinta de lloguer de l'any |
| - Latex | - Latex |
| Millor escena de sexe, pel·lícula (parella) | Millor escena de sexe, Vídeo (parella) |
| - T. T. Boy, Jenna Jameson, Blue Movie - Tony Tedeschi, Christy Canyon, Comeback - Debi Diamond, T. T. Boy, Girl with the Heart-Shaped Tattoo - Kaitlyn Ashley, Joey Silvera; Heartbeat - Rocco Siffredi, Rosa Caracciolo, first scene; Jungle Heat - Rocco Siffredi, Rosa Caracciolo; Marquis de Sade - Rocco Siffredi, Celeste; Nylon - Kaitlyn Ashley, T. T. Boy; Reality and Fantasy - Gerry Pike, Shayla LaVeaux; Sex 2 - Lisa Ann, Steven St. Croix; Skin Hunger | - Debbie Dee, Rocco Siffredi, Buttman's Big Tit Adventure 3 - Ben Dover, Nici Sterling, Wilde Oscar; Ben Dover's British Butt Search - Kirsty Waay, Jon Dough; Fresh Meat - Amber Woods, Nick East; Generally Horny Hospital - Brittany O’Connell, Mike Horner; Intersextion - Jon Dough, Sid Deuce; Jon Dough's Dirty Stories - Sindee Coxx, Tom Byron; Natural Born Thrillers - Alex Sanders, Sid Deuce; Pool Party at Seymore's 1 - Rocco Siffredi, Sandy; Sandy Insatiable - Seymore Butts, Kylie Ireland; Seymore and Shane Do Ireland - Christoph Clark, Cristina Valenti; Sluts ’n Angels in Budapest - Melissa Hill, Jon Dough, Ashlyn Gere, Sean Michaels; Visions 2 |
| Escena de sexe més escandalosa | Millor escena de sexe All-Girl—Video |
| - Channone, David Perry, Jean-Yves Le Castel, Sexe sota la torre Eiffel, Private Video Magazine 20 - Debi Diamond, escena de masturbació del grup de menjar, Coming Attractions - Shonna Lynn, the ghoul scene, Depraved Fantasies 4 - Teri Weigel, Marc Wallice, Vince Vouyer, doble vaginal, Encore - Corral scene, Kink 2 - Domonique Simone i Sean Michaels ia un helicopter, The Passion - Gaping anus scene, Marquis de Sade - Alex Sanders, Nicole Lace, Nici Sterling, Jon Dough, escena infantil scene; Sodomania 12 - Fallon, Ron Jeremy, Dave Hardman, Dick Nasty, 3 other guys, Head on a silver platter, Stuff Your Face Again - Annabel Chong, gang bang al trapezi, What's a Nice Girl Like You Doing in an Anal Movie? - Kimberly Kyle, Blowup doll scene, Wicked Ways 2 - Coralie, Mark Davis, Sean Michaels, trio al metro de París, World Sex Tour | - Felecia, Careena Collins, Jill Kelly, Misty Rain, Traci Allen; Takin’ It to the Limit 6 - Assmania 2 - Babes of the Bay 2 - The Butt Detective - Candy Factory - Every Woman Has a Fantasy 3 - Life's a Beach - Pussyman 9 - Sorority Stewardesses - Stretchin’ the Rear - The Voyeur 5 - Whispered Secrets of the Call Girls |

### Guanyadors de premis addicionals
Aquests premis també es van anunciar a l'entrega de premis, la majoria en un segment només per als guanyadors per assoliments tècnics llegit per Dyanna Lauren o un segon segment només per als guanyadors llegit per Julia Ann.
- Millor actriu, vídeo: Jenna Jameson, Wicked One
- Millor funció per a noies: Buttslammers 10
- Millor escena de sexe per a noies, pel·lícula: Felecia, Misty Rain, Jenteal; Fantasy Chamber
- Millor escena All-Sex: The Player
- Millor pel·lícula alternativa per a adults: Under Lock & Key
- Millor film alternatiu per a adults o cinta especialitzada: The Best of Pamela Anderson
- Millor vídeo alternatiu per a adults: Buttman at Nudes a Poppin' 2
- Millor cinta amateur: New Cares, Hot Bodies 17
- Millor sèrie amateur: Mike Hott Video
- Millor escena de sexe anal, pel·lícula: Escena d'anus obert; Marquis de Sade
- Millor escena de sexe anal, vídeo: Careena Collins i Jake Steed: anal amb els ulls benats; Bottom Dweller 33 1/3
- Millor funció de temàtica anal: Anal Intruder 9: The Butt from Another Planet
- Millor direcció artística, pel·lícula: Cinesex 1 & 2
- Millor direcció artística, vídeo: Latex
- Millor vídeo bisexual: Remembering Times Gone Bi
- Millor concepte de coberta de caixa: Strip Tease
- Millor concepte de portada de caixa—vídeo gai: Courting Libido
- Millor CD-ROM gràfic/direcció artística: Virtual Valerie 2
- Millor disc fotogràfic de CD-ROM: Visions of Erotica
- Millor fotografia: Bill Smith, Sex 2
- Millor cinta de recopilació: Pussyman 11: Prime Cuts
- Millor sèrie de vídeos continuats: Takin' It to the Limit
- Millor Director, vídeo bisexual: James C. Stark, Remembering Times Gone Bi
- Millor director, vídeo gai: John Rutherford, The Renegade
- Millor muntatge per a una pel·lícula: Michael Zen, Blue Movie
- Millor edició—vídeo gai: Josh Eliot, Jawbreaker
- Millor vídeo de temàtica ètnica: My Baby Got Back 6
- Millor estrena europea (Premi Hot Vidéo): Hamlet: For the Love of Ophelia (Itàlia)
- Millor sèrie explícita: Vivid 4-Hour Series
- Millor cinta de llargmetratge: Sodomania 12
- Millor pel·lícula estrangera:: The Tower 1, 2 & 3
- Millor cinta de llargmetratges estrangers: Private Video Magazine 20
- Millor cinta Gang Bang: 30 Men for Sandy
- Millor llançament de vídeo alternatiu gai: Siberian Heat
- Millor vídeo en solitari gai: Rex Chandler: One on One
- Millor llançament especialitzat gai: Pissed
- Millor vídeo gai: The Renegade
- Millor vídeo de gonzo: Pool Party at Seymore's 1 & 2
- Millor sèries gonzo: The Voyeur[2]
- Millor escena de sexe en grup, pel·lícula: Orgy Finale; Límit
- Millor escena de sexe en grup, vídeo: Stephanie Sartori, Erika Bella, Mark Davis, Sean Michaels; World Sex Tour, vol. 1
- Millor CD-ROM interactiu: Space Sirens 2
- Millor joc de CD-ROM interactiu: Adventures of Seymore Butts II: In Pursuit of Pleasure
- Millor música: Dino Ninn, Latex
- Millor música, vídeo gai: Sharon Kane i Casey Jordan, Johnny Rey's Sex Series 2: Score of Sex
- Millor nouvingut, vídeo gai: Ken Ryker
- Millor actuació, pel·lícula o vídeo sense sexe: Veronica Hart, Nylon
- Millor actuació no sexual: vídeo gai, bi i trans: Lana Luster, Driven Home
- Millor concepte de CD-ROM original: Virtual Sex Shoot
- Millor campanya de màrqueting global: Sistema 3-D Virtual Max
- Millor embalatge, pel·lícula: Borderline
- Millor embalatge: vídeo gai: An Officer and His Gentleman
- Millor embalatge, especialitat: The Journal of O
- Millor embalatge, vídeo: Estil 2
- Millor intèrpret—vídeo gai: Ken Ryker, The Renegade
- Millor sèrie Pro-Am: Up and Cummers
- Millor cinta Pro-Am: More Dirty Debutantes 38
- Millor guió, pel·lícula: Raven Touchstone, Cinesex 1 & 2
- Millor guió, vídeo gai: Jerry Douglas, The Diamond Stud
- Millor guió, vídeo: Jace Rocker, Risque Burlesque
- Millor escena de sexe, vídeo gai: Daryl Brock, Chip Daniels, Rod Majors, Ty Russell, Scott Russell; Jawbreaker
- Millors efectes especials: Làtex
- Millor cinta especialitzada, bondage: On the Edge 23 de Kym Wilde
- Millor cinta especialitzada, Big Bust: Tits
- Millor cinta especialitzada, altre gènere: Leg Tease
- Millor cinta especialitzada, nalgadas: Blisted Your Buns
- Millor actor secundari, pel·lícula: Steven St. Croix, Forever Young
- Millor intèrpret secundari, vídeo gai: Johnny Rahm, All About Steve
- Millor interpretació tease: Christy Canyon, Comeback
- Millor tràiler: Làtex
- Millor vídeo transexual: A Real Man
- Millor edició de vídeo: D3, Latex
- Millor vídeo: Barry Harley, Latex
- Millor videografia—vídeo gai: Todd Montgomery, Big River
- Intèrpret de vídeo gai de l'any: J. T. Sloan[2]

### Premis AVN honorífics

#### Premi Especial Assoliment
- Ed Powers, 4-Play Video[2]

#### Saló de la Fama
Els membres del Saló de la Fama d'AVN per al 1996, anunciats en una gala un mes abans de l'espectacle dels premis AVN, van ser: Andrew Blake, Gino Colbert, The Dark Brothers, Ashlyn Gere, Savannah, Matt Sterling, Jennifer Welles, Tori Welles

### Múltiples nominacions i premis
Latex va guanyar més estatuetes, emportant-se 11 de les 14 categories en què va ser nominada. Altres guanyadors van ser Blue Movie amb quatre premis i el vídeo gai The Renegade amb tres. Dues estatuetes van ser a cadascuna per Borderline, Bottom Dweller 33 1/3, Cinesex 1 & 2, Dear Diary, Jawbreaker, Private Video Magazine 20, Remembering Times Gone Bi i Risque Burlesque.

## Informació de la cerimònia
La 13a edició dels premis AVN va suposar la primera vegada que la presentació de premis estava oberta al públic. A més, Bobby Slayton va ser el primer amfitrió del programa que no estava afiliat a la indústria del cinema per adults. El tema de l'espectacle era "Dona'm llibertat."
Diverses altres persones i elements també van participar en la producció de la cerimònia. Gary Miller i Mark Stone van ser productors i directors del programa, mentre que Marco Polo va ser el director de l'emissió. Mark Stone va ser director musical de la cerimònia. La coreògrafa Serenity va supervisar les actuacions dels números de ball. L'acte de ventríloc Otto i George van interpretar una comèdia standup durant el procediment.
Millor comèdia sexual va ser una nova categoria al programa d'enguany.
Latex fou anunciada com la pel·lícula més venuda i la pel·lícula més llogada de l'any.
La revista Adult PC Guide va assenyalar que el programa va ser gravat en vídeo per a la seva emissió a Spice Networks i va incloure "un conjunt enorme, càmeres controlades per moviment i una producció que hauria rivalitzat amb els Premis Oscars". A VHS videotape of the show was also published and sold by VCA Pictures.

### Revisions crítiques
La revista High Society va dir: "Res del que ha passat als Oscars podria superar aquesta nit en emoció." Adult Cinema Review va qualificar l'espectacle d'"enlluernador". Va assenyalar que servir menjar en un auditori va donar pas al caos i "milers de persones que parlaven feien difícil aconseguir qualsevol cosa que no fos una conversa lleugera", però, "no hi va haver queixes reals".

## In Memoriam
Paul Fishbein "va recordar a tres intèrprets de la indústria que van morir aquest any:" Alex Jordan, Cal Jammer i Kristi Lynn.